# شانا زولمان
شانا زولمان (بالإنجليزية: Shanna Zolman)‏ مواليد 7 سبتمبر 1983 في إنديانا، هي لاعبة كرة سلة أمريكية. بدأت مسيرتها الاحترافية في سنة 2006. تم اختيارها من قبل فريق سان أنطونيو ستارز خلال الدرافت. يبلغ طولها 5 قدم 10 بوصة (1.8 م). اعتزلت اللعب في 2010.

## إحصائيات المسيرة
| الموسم الاعتيادي | Team              | G   | GS | MPG  | ميداني% | ثلاثية | حرة   | OFF | DEF | RPG | APG | PPG |
| ---------------- | ----------------- | --- | -- | ---- | ------- | ------ | ----- | --- | --- | --- | --- | --- |
| 2006             | سان أنطونيو ستارز | 34  | 0  | 16.2 | 0.379   | 0.378  | 0.667 | 0.2 | 1.0 | 1.2 | 1.0 | 6.6 |
| 2007             | سان أنطونيو ستارز | 24  | 1  | 16.1 | 0.393   | 0.409  | 0.897 | 0.1 | 1.2 | 1.4 | 0.8 | 9.2 |
| 2009             | سان أنطونيو ستارز | 19  | 1  | 9.3  | 0.461   | 0.444  | 0.833 | 0.0 | 0.5 | 0.5 | 0.3 | 5.0 |
| 2010             | تلسا شوك          | 30  | 16 | 21.3 | 0.404   | 0.422  | 0.800 | 0.3 | 1.1 | 1.4 | 1.6 | 9.7 |
| المسيرة          |                   | 117 | 18 | 16.4 | 0.399   | 0.408  | 0.807 | 0.2 | 1.0 | 1.2 | 1.0 | 7.9 |

## روابط خارجية
- شانا زولمان على موقع الاتحاد الوطني لكرة السلة النسائية (الإنجليزية)
- شانا زولمان على موقع كرة السلة الأوروبية.كوم (الإنجليزية)
- شانا زولمان على موقع كلية كرة السلة في سبورتس رفرنس.كوم (الإنجليزية)
- شانا زولمان على موقع بروبوليرز (الإنجليزية)
- شانا زولمان على موقع سبورتس رفرنس (الإنجليزية)